# Некрасов, Андрей Львович
Андре́й Льво́вич Некра́сов  (род. 26 февраля 1958, Ленинград) — российский сценарист, режиссёр и писатель.

## Биография
Учился в ЛГИТМиКе (актёрское мастерство). В 1970-х годах женился на немке, в результате чего смог эмигрировать из СССР. Учился в Парижском университете (степень магистра философии в 1984 году). Летом 1985 года был ассистентом Андрея Тарковского в Швеции во время съёмок «Жертвоприношения».
В 1986 году закончил Высшие режиссёрские курсы Бристольского университета (Англия). Работал на британском телеканале Channel 4.
Снял множество телефильмов, среди них такие документальные драмы, как «Пастернак» и «Блудный сын». Его первый игровой короткометражный фильм «Ленин на колёсиках» был отмечен призом ЮНЕСКО на Каннском кинофестивале 1993 года.
В 1997 году его первый полнометражный кинофильм «Сильна как смерть Любовь» получила приз международной кинокритики (ФИПРЕССИ) на кинофестивале в Мангейме. Фильм «Любовь и другие кошмары» — призёр и участник более чем 30 международных кинофестивалей, в том числе в Берлине и Роттердаме. Премьера документального кинофильма «Недоверие» состоялась на кинофестивале «Сандэнс» (США). Фильм «Бунт. Дело Литвиненко» был включён в основную программу 60-го Каннского кинофестиваля. Во время российско-грузинского конфликта 2008 года Некрасов находился в Грузии, снимая фильм, названный «Уроки русского».
Фильмы Некрасова удостоены множества призов. В России его документальные фильмы, содержащие критику политики В. Путина, доступны лишь в интернете.
В начале 2000-х Некрасов женился на актрисе и продюсере Ольге Конской (1964—2009) и был с ней до конца её жизни.
Некрасов являлся другом бывшего сотрудника ФСБ Александра Литвиненко и навещал его в лондонской больнице, куда Литвиненко был госпитализирован после отравления полонием.
В Грузии получил звание «Человек года-2009».
В 2011 году Некрасов был удостоен литературной премии Oxfam Novib/PEN Award за свободу слова.
Владеет русским, английским, немецким и французским языками.

## Фильмография
- 1987 — «Каждому — своя Россия», 75 мин., 16 мм, Channel 4 (Великобритания), 1987 г.

Единственная номинация «Channel 4» на приз Италия 1988. «Великолепная режиссура, остроумный монтаж, волнующий фильм!» («Индепендент», Лондон). «Единственную английскую картину я видел в Англии, о которой сказал — да, вот это кино, наконец-то, а потом смотрю в титрах: Андрей Некрасов» (Юрис Подниекс, «Литературная Газета»).
- 1990 — «Пастернак» (в русском варианте «Другая драма»), 100 мин., 35 мм, LWT (Великобритания), WDR (Германия), Granada International (Великобритания), Русское видео, 1990 г.

«Некрасов блестяще сочетает драму с хроникальным материалом. Но, пожалуй, самое замечательное в картине — это её безупречная художественная последовательность, сродни бетховенской симфонии» (Ричард Ласт, «Дейли Телеграф», Лондон).
- 1991 — «Блудный сын», 95 мин., 35 мм, BBC (Великобритания), ZDF (Германия), La Sept (Франция), Гостелерадио, 1991 г.

«Выдающийся фильм» («Тайм Аут», Лондон).
- 1993 — «Ленин на колёсиках», 23 мин., 35 мм, BBC (Великобритания), Британский институт киноискусств (BFI), 1993 г.

Канн 1993, Приз ЮНЕСКО, Лучший короткометражный фильм, Неделя критики. «Лучший фильм в этом жанре. Заряд энергии, получаемый зрителем, — это именно то, в чём так нуждается британская киноиндустрия» («Гардиан», Лондон).
- 1997 — «Сильна как смерть любовь», 100 мин., 35 мм, Дримсканер (Россия), «Fresco Films» (Великобритания), 1997 г.

1997 Кинотавр — специальное упоминание жюри.
1997 Маннгейм. ФИПРЕССИ — приз Международной Кинокритики «за ярко выраженную нравственную позицию и высокожудожественный кинематографический язык в изображении современной действительности».
- 2000 — «Детские рассказы» (Чечня), 20 мин., Beta SP. Vanessa Redgrave production (Великобритания), Дримсканер (Россия), апрель 2000 г.

Премьера 6 июля 2000 г. в Британском Парламенте.
Российская премьера 22 декабря 2000 г. в программе «Глас народа» НТВ.
- 2001 — «Любовь и другие кошмары», 97 мин., 35 мм, Дримсканер (Россия), TaunusFilm International (Германия), январь 2001 г.

Приз Ольге Конской за лучшую женскую роль, Кинотавр, 2001 г.
- 2004 — «Недоверие», 105 мин., 35 мм, Дримсканер (Россия/США), 2004 г.

Официальная программа кинофестиваля «Сандэнс».
Приз «Лучший документальный фильм» международного кинофестиваля в Карачи, 2004 г., «за мастерски рассказанную историю, поэтичную камеру и монтаж, волнующий саундтрек; за тщательную фактологию, отличный архивный материал, тонкость и человечность, с которой преподносится материал огромного политического, универсального значения в нашем расколотом мире, где понятие „терроризм“ стало удобным инструментом для подавления инакомыслия; за мужество авторов фильма, протестующих против укоренившихся предрассудков».
Специальный Приз жюри «Международная амнистия» международного кинофестиваля в Копенгагене.
- 2007 — «Бунт. Дело Литвиненко» 105 мин., 35 мм, Дримсканер (Россия), 2007 г.

Премьера фильма состоялась на Международном кинофестивале в Каннах (в рамках официальной программы). Вслед за этим фильм был показан на важнейших международных фестивалях (Торонто, Мельбурн, Стокгольм и др.). Получил приз Рудольфа Врба на фестивале «Единый Мир» в Праге. Был ограниченный показ в России в 2008 году: 20 ноября в Центре имени А. Д. Сахарова (Москва) и 23 ноября в НИЦ Мемориал (Санкт-Петербург). Также распространялся в Петербурге Объединённым гражданским Фронтом.
Фильм запрещён в России.
- 2010 — «Уроки Русского» 100 мин., HD/35 mm, Россия/Норвегия, 2010 г.

Исполнительным продюсером фильма был директор грузинского телеканала «Имеди» Георгий Арвиладзе, ранее бывший министром в грузинском правительстве и главой администрации президента Саакашвили. Соавтор фильма — жена А. Н. Некрасова Ольга Конская, ныне покойная. Премьера фильма состоялась 11 сентября 2009 г. в клубе «Зелёная Лампа» (Санкт-Петербург) и 13 сентября в Центре имени А. Д. Сахарова (Москва). Это фильм о войне августа 2008 года в Грузии. Планируется к показу на международном кинофестивале «Сандэнс» в США в 2010 году, где он номинирован на главный приз жюри (Grand Jury Prize). Фильм получил приз "Золотое Кресло " за лучший норвежский документальный фильм 2011
- 2012 — «Прощайте, товарищи! — Farewell, comrades!», 6 серий по 52 мин., ARTE (Франция/Германия) YLE (Финляндия) NRK (Норвегия), 2012. Популярный сериал, показанный в более чем 20 странах. Приз Гримме (GRIMME) 2013, Германия.
- 2016 — «В поисках путинской России», 2016[7]
- 2016 — «Акт Магнитского — За кулисами». Показ фильма был запланирован в Европарламенте 27 апреля 2016 года, за несколько дней до телевизионной премьеры на немецко-французском канале ARTE, но был отменён под влиянием жалоб Уильяма Браудера, главы Hermitage Capital, родственников Магнитского[8][9]., а также Марилуизе Бек (Marieluise Beck), депутата Германского Бундестага.

Фестиваль короткометражных фильмов в Гримстаде (Grimstad) был вынужден исключить из программы документальную ленту после того, как американский миллиардер Билл Браудер пригрозил фестивалю многомиллионным иском.
Премьера фильма состоялась 25 июня 2016 в Осло в Норвежском киноинституте. Показы прошли, в том числе, в Вашингтоне в Музее журналистики и новостей (Newseum), на международном фестивале в Москве, Бергене, Хельсинки, «Северная Панорама» в Мальмё.

## Театр
Андрей Некрасов — автор и постановщик двух пьес, которые с успехом шли в театрах Германии.
- «Игрок» — гротеск в двух актах по роману Ф. М. Достоевского. Автор пьесы и режиссёр Андрей Некрасов. Euro Theater Central[нем.], Бонн, Германия, 1999 год. Открытие Международного Конгресса Ф. М. Достоевского, Баден-Баден, 3 октября 2001 года.
- «Кёнигсберг» — автор пьесы и режиссёр Андрей Некрасов. Volksbühne am Rosa-Luxemburg-Platz[нем.], Берлин, 2002.

Пьеса Андрея Некрасова «Родина» была поставлена им в петербургском театре "Странник" в 2022 г.